# 申港街道 (江阴市)
申港街道，是中华人民共和国江苏省无锡市江阴市下辖的一个已撤销的乡镇级行政单位。下辖行政区划已合并入临港街道。

## 行政区划
申港街道下辖以下地区：
江南社区、申港社区、东刘村、滨江村、创新村、申西村、申浦村、申港村、申兴村、横塘村、申南村和于门村。